# Península de Onega

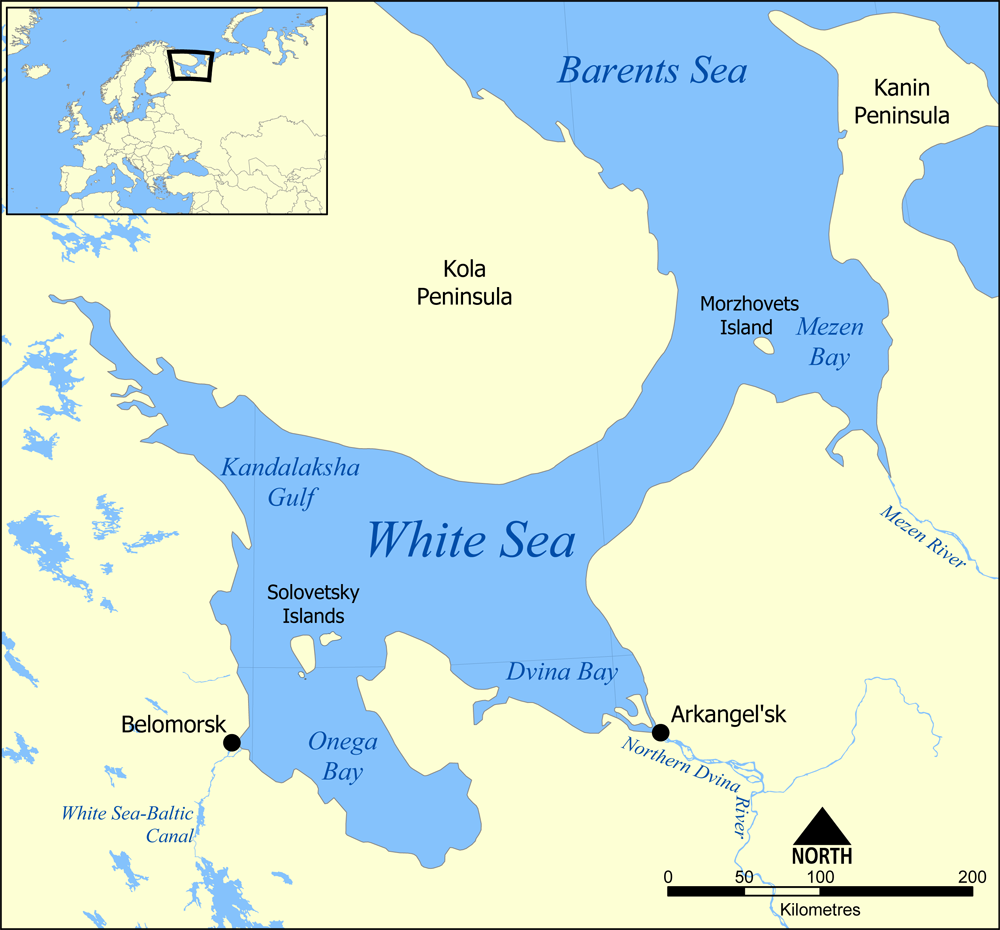
Mapa da região

A Península de Onega é uma península  Óblast de Arkhangelsk, na Rússia.  Entra pelo Mar Branco, ficando o Golfo de Onega a sudoeste, e a Baía do Dvina a nordeste.